# Лайон (Міссісіпі)
Лайон (англ. Lyon) — місто (англ. town) в США, в окрузі Коагома штату Міссісіпі. Населення — 296 осіб (2020).

## Географія
Лайон розташований за координатами 34°13′1″ пн. ш. 90°32′34″ зх. д. / 34.21694° пн. ш. 90.54278° зх. д. (34.216934, -90.542699).  За даними Бюро перепису населення США в 2010 році місто мало площу 1,20 км², уся площа — суходіл.

## Демографія
Згідно з переписом 2010 року, у місті мешкало 350 осіб у 166 домогосподарствах у складі 101 родини. Густота населення становила 291 особа/км².  Було 181 помешкання (150/км²).
Расовий склад населення:
| - 80,3 % — білих - 18,9 % — чорних або афроамериканців |

До двох чи більше рас належало 0,0 %. Частка іспаномовних становила 0,9 % від усіх жителів.
За віковим діапазоном населення розподілялося таким чином: 15,7 % — особи молодші 18 років, 64,6 % — особи у віці 18—64 років, 19,7 % — особи у віці 65 років та старші. Медіана віку мешканця становила 49,5 року. На 100 осіб жіночої статі у місті припадало 90,2 чоловіків;  на 100 жінок у віці від 18 років та старших — 83,2 чоловіків також старших 18 років.
Середній дохід на одне домашнє господарство  становив 72 500 доларів США (медіана — 60 096), а середній дохід на одну сім'ю — 89 901 долар (медіана — 73 929). За межею бідності перебувало 7,8 % осіб, у тому числі 7,7 % дітей у віці до 18 років та 1,7 % осіб у віці 65 років та старших.
Цивільне працевлаштоване населення становило 194 особи. Основні галузі зайнятості: освіта, охорона здоров'я та соціальна допомога — 29,9 %, сільське господарство, лісництво, риболовля — 12,4 %, роздрібна торгівля — 9,8 %, науковці, спеціалісти, менеджери — 8,8 %.